# Daniel Stucki
Daniel Stucki (* 22. September 1981) ist ein Schweizer ehemaliger Fussballspieler.

## Karriere
Der Abwehrspieler begann seine Karriere in der Jugendabteilung des FC Rheinfelden und des FC Aesch. 1998 wurde Stucki vom FC Concordia Basel verpflichtet, mit dem er von der 1. Liga in die Nationalliga B aufstieg. 2005 nahm ihn der FC Zürich unter Vertrag, bei dem er regelmässig in der Super League zum Einsatz kam.
Er gewann mit den Zürchern in der Saison 2005/06 die Schweizer Fussballmeisterschaft. Nachdem er in der Saison 2009/10 nur noch in einem Pflichtspiel für den FC Zürich aufgelaufen war, gab er im Januar 2010 das Ende seiner Profikarriere bekannt. Er wechselte zum BSC Old Boys Basel in die 1. Liga.
Ab der Saison 2010/11 lief er für den ambitionierten 2. Liga-Verein FC United Zürich auf. Nach eineinhalb Saisons kehrte er zum FC Concordia Basel zurück.
Seit 2013 spielt Stucki für den FC Allschwil (2. Liga interregional).

## Erfolge
FC Zürich
- Schweizer Meister (3): 2006, 2007, 2009